# Чърчил (река, Атлантически океан)
Вижте пояснителната страница за други значения на Чърчил.
Чърчил (на английски: Churchill River), до 1965 г. Хамилтън, е река в Източна Канада, континенталната част на провинция Нюфаундленд и Лабрадор.
Влива се в езерото Мелвил, а от там – в залива Хамилтън на Атлантическия океан. Дължината ѝ от 856 км ѝ отрежда 24-то място сред реките на Канада.

## Географска характеристика

### Извор, течение, устие
Река Чърчил изтича от язовира Смолууд (на 471 м н.в.), разположен в източния сектор на полуостров Лабрадор, в континенталната част на провинция Нюфаундленд и Лабрадор. Преди построяването на ВЕЦ „Чърчил Фолс“ (най-мощната в Северна Америка) през 1971 г. и изменение на течението ѝ, реката на протежение от 25,4 км е имала денивелация от 316 м, като 75 м от тях са се падали на водопада Чърчил. Сега по старото корито на реката вода тече само за няколко седмици през пролетно-летния сезон и водопадат не е това, което е представлявал преди построяването на язовирната стена и корекцията на реката. След напускането на хидровъзела реката тече в източна посока, преминава през праговете Муни и Поркюпайн и водопада Маскрат и се влива в езерото Мелвил, което е залив на залива Хамилтън на Атлантическия океан в близост до селището Гус Бей.

### Водосборен басейн, притоци
Площта на водосборния басейн на Чърчил е 79 800 km2, като обхваща целия язовир Смолууд, големите езера Мичикамау, Атикамаген и Птисикамо и стотици други по-малки.
Основен приток е река Минипи, вливаща се в Чърчил отдясно в най-южната точка на реката.

### Хидроложки показатели
Многогодишният среден дебит в устието на Чърчил е 1580 m3/s, като максимумът е през месеците юни и юли, а минимумът през януари и февруари. От ноември до април реката замръзва.

## Селища и икономическо значение
По течението на реката има само две малки градчета: Чърчил Фолс, при хидровъзела „Чърчил Фолс“, в което живеят главно работници обслужващи ВЕЦ-а и язовирната стена и Гус Бей – в устието на реката, в близост до което има голямо международно летище, използвано за междинни кацания и презареждане.

## Откриване и изследване на реката
Местното индианско название на реката е Мищасипу (на английски: Mishtashipu), като на картите издавани до началото на 19 век реката и грандиозния водопад на нея са отбелязвани като „Голямата река“ и „Големия водопад“). През 1821 г. английският морски капитан Уилям Мартин извършва първото изследване на най-долното течение на реката и я назовава в чест на тогавашния (1818 – 1823) губернатор на британската колония Нюфаундленд Чарлз Хамилтън (1767 – 1849).
За първи път цялото течение на река Хамилтън (Чърчил) и водопадът в горното ѝ течение е проследено от служителят на Компанията „Хъдсън Бей“, занимаваща се с търговия на ценни животински кожи Д. Маклин през 1839 г.
През 1894 г. известният канадски геолог, геодезист и картограф Албърт Питър Лоу извършва първото геодезическо заснемане и топографско картиране на цялото ѝ течение и прави първите снимки на величествения водопад.
През 1965 г. реката и водопадът са преименувани в памет на британския премиер-министър Уинстън Чърчил, починал същата година.